# Hawkworld
Hawkworld è una miniserie e una serie a fumetti pubblicate dalla DC Comics. In questa versione vennero rinarrate le origini di Katar Hol e Shayera Thal, allo scopo di rimordernarle.

## Storia editoriale
Il fumetto cominciò come serie limitata di tre numeri di Timothy Truman nel 1989, e quindi fu portata alla serie mensile che durò quattro anni (1990-1993) che incluse 32 numeri, insieme a 3 annuali, sia di Truman che di John Ostrander. Dopo che la serie di Hawkworld terminò, Hawkman fu inserito in una sua serie (Hawkman vol. 3) che durò dal 1993 al 1996.

## Trama
Katar Hol era un giovane ufficiale di polizia sul pianeta Thanagar, ed un figlio di una famiglia privilegiata. Ma la sua casa aveva il sistema di conquistare e minare altri mondi per le loro risorse per mantenere alti standard di vita, e Hol capì tutto ciò era errato. Si ribellò contro il sistema e fu mandato in esilio. Tuttavia, 10 anni dopo, evase e fu aiutato da Shayera Thal, una giovane ufficiale da una classe sociale più bassa, per scoprire e sconfiggere il capitano di polizia rinnegato Blyt. Come risultato, Hol fu reintegrato nella Wingmen Force, e gli fu assegnato un nuovo compagno, Thal.

## Continuity
Insieme ai suoi contemporanei (Man of Steel, Batman: Anno uno, Aquaman Special n. 1 e Green Lantern: Emerald Dawn), Hawkworld fu inteso per revisionare la continuity dell'universo DC post-Crisi che esplorava le origini dell'Hawkman e della Hawkwoman della Silver Age. Tuttavia, i curatori editoriali della DC decisero che non era proprio una storia originale; piuttosto, si ambientava nel presente, concorrentemente con il resto della produzione della DC (simile a Wonder Woman: Gods and Mortals e Il potere di Shazam!).Questo significava che l'intera storia dei Falchi dalla Silver Age in poi doveva essere ignorata, inclusa la loro adesione alla Justice League of America (inclusa la loro breve adesione alla Justice League International). Tutto questo cominciò una serie di innumerevoli retcon ai personaggi di Hawkman, che terminarono con un nuovo Hawkman che ritornò sulle pagine di JSA.